# Операція «М'ясний фарш» (фільм)
«Операція „М'ясний фарш“» (англ. Operation Mincemeat) — художній фільм режисера Джона Меддена.

## Сюжет
В основі сюжету лежать справжні історичні події — британська спецоперація з дезінформації німецького командування під час Другої світової війни з метою приховати вторгнення союзників на Сицилію.

## У ролях
- Колін Ферт — Івен Монтегю
- Келлі Макдональд — Джин Леслі
- Меттью Макфедьєн — Чарльз Чолмондели
- Пенелопа Вілтон — Естер Леггетт
- Джонні Флінн — Ян Флемінг
- Лорн Макфедьен — Роджер Дірборн
- Джейсон Айзекс — Джон Годфрі
- Том Вілкінсон
- Хетті Морахан — Айріс Монтегю
- Саймон Рассел Біл — Вінстон Черчілль
- Пол Ріттер — Бентлі Пуршас
- Марк Гетісс — Айвен Монтегю
- Олександр Байєр — Карл Куленталь
- Ніколас Роу — Девід Ейнсворт

## Виробництво
Проект був анонсований у травні 2019 року, режисером став Джон Медден, а головну роль отримав Колін Ферт.
Зйомки розпочалися у грудні 2019 року в Лондоні та Іспанії.

## Випуск
У лютому 2021 року Netflix придбала права на поширення фільму в Північній та Латинській Америці, тоді як кінокомпанія Warner Bros займатиметься дистриб'юцією на території Європи.